# Zápas na Letních olympijských hrách 1988 – muži, řecko-římský do 48 kg
Zápas řecko-římský ve váhové kategorii do 48 kg probíhal na Letních olympijských hrách 1988 v Seongnamském Sangmu Gymnasium. O medaile se utkalo celkem 16 zápasníků.

## Turnajové výsledky
Zápasníci jsou rozděleni do dvou skupin. Je aplikován systém na dvě porážky.
Legenda
- TF — Lopatkové vítězství
- ST — Vítězství na technickou převahu, 12 bodů rozdíl
- PP — Vítězství na body, 1-7 bodů rozdíl, poražený s body
- PO — Vítězství na body, 1-7 bodů rozdíl, poražený bez bodů
- SP — Vítězství na body, 8-11 bodů rozdíl, poražený s body
- SO — Vítězství na body, 8-11 bodů rozdíl, poražený bez bodů
- P0 — Vítězství pro pasivitu, protivník bez bodů
- P1 — Vítězství pro pasivitu, vedoucí 1-7 bodů
- PS — Vítězství pro pasivitu, vedoucí 8-11 bodů
- DC — Vítězství z rozhodnutí, skóre 0-0
- PA — Vítězství pro soupeřovo zranění
- DQ — Vítězství pro soupeřovu diskvalifikaci
- DNA — Nenastoupil
- L — Porážky
- ER — Kolo vyřazení
- CP — Klasifikační body
- TP — Technické body

### Skupiny

#### Skupina A
| L      |                       | CP        | TP     |                       | L      |        |
| Kolo 1 | Kolo 1                | Kolo 1    | Kolo 1 | Kolo 1                | Kolo 1 | Kolo 1 |
| ------ | --------------------- | --------- | ------ | --------------------- | ------ | ------ |
| 1      | Ikuzó Saitó (JPN)     | 1-3 PP    | 1-3    | Mark Fuller (USA)     | 0      |        |
| 0      | Vincenzo Maenza (ITA) | 3-0 PO    | 11-0   | Lars Rønningen (NOR)  | 1      |        |
| 0      | Markus Scherer (FRG)  | 3-1 PP    | 10-5   | Reza Simkhah (IRI)    | 1      |        |
| 0      | Bratan Cenov (BUL)    | 3.5-0 PS  | 2:10   | Yang Zhizong (CHN)    | 1      |        |
| Kolo 2 |                       |           |        |                       |        |        |
| 2      | Ikuzó Saitó (JPN)     | 1-3 PP    | 1-9    | Vincenzo Maenza (ITA) | 0      |        |
| 1      | Mark Fuller (USA)     | 1-3 PP    | 4-6    | Lars Rønningen (NOR)  | 1      |        |
| 1      | Markus Scherer (FRG)  | .5-3.5 SP | 3-15   | Bratan Cenov (BUL)    | 0      |        |
| 2      | Reza Simkhah (IRI)    | 0-4 ST    | 0-16   | Yang Zhizong (CHN)    | 1      |        |
| Kolo 3 |                       |           |        |                       |        |        |
| 2      | Mark Fuller (USA)     | 1-3 PP    | 4-7    | Vincenzo Maenza (ITA) | 0      |        |
| 2      | Lars Rønningen (NOR)  | .5-3.5 SP | 4-16   | Bratan Cenov (BUL)    | 0      |        |
| 1      | Markus Scherer (FRG)  | 3-1 PP    | 13-4   | Yang Zhizong (CHN)    | 2      |        |
| Kolo 4 |                       |           |        |                       |        |        |
| 0      | Vincenzo Maenza (ITA) | 3.5-.5 SP | 15-1   | Markus Scherer (FRG)  | 2      |        |
| 0      | Bratan Cenov (BUL)    |           |        | Bye                   |        |        |
| Kolo 5 |                       |           |        |                       |        |        |
| 1      | Bratan Cenov (BUL)    | 1-3 PP    | 3-4    | Vincenzo Maenza (ITA) | 0      |        |

| Zápasník              | L | ER | CP   |
| --------------------- | - | -- | ---- |
| Vincenzo Maenza (ITA) | 0 | -  | 15.5 |
| Bratan Cenov (BUL)    | 1 | -  | 11.5 |
| Markus Scherer (FRG)  | 2 | 4  | 7    |
| Yang Zhizong (CHN)    | 2 | 3  | 5    |
| Mark Fuller (USA)     | 2 | 3  | 5    |
| Lars Rønningen (NOR)  | 2 | 3  | 3.5  |
| Ikuzó Saitó (JPN)     | 2 | 2  | 2    |
| Reza Simkhah (IRI)    | 2 | 2  | 1    |

#### Skupina B
| L      |                               | CP        | TP     |                               | L      |        |
| Kolo 1 | Kolo 1                        | Kolo 1    | Kolo 1 | Kolo 1                        | Kolo 1 | Kolo 1 |
| ------ | ----------------------------- | --------- | ------ | ----------------------------- | ------ | ------ |
| 0      | Andrzej Głąb (POL)            | 3-1 PP    | 10-5   | Magiatdin Allakhverdiev (URS) | 1      |        |
| 0      | Dov Grobermann (ISR)          | 4-0 DQ    |        | Abdallah Al-Izani (YAR)       | 1      |        |
| 0      | Chálid al-Faradž (SYR)        | 4-0 TF    | 5:11   | Víctor Capacho (COL)          | 1      |        |
| 0      | Kwon Duk-Yong (KOR)           | 3-0 PO    | 1-0    | József Faragó (HUN)           | 1      |        |
| Kolo 2 |                               |           |        |                               |        |        |
| 0      | Andrzej Głąb (POL)            | 3-1 PP    | 16-7   | Dov Grobermann (ISR)          | 1      |        |
| 1      | Magiatdin Allakhverdiev (URS) | 3.5-.5 SP | 16-4   | Chálid al-Faradž (SYR)        | 1      |        |
| 2      | Víctor Capacho (COL)          | 1-3 PP    | 1-2    | Kwon Duk-Yong (KOR)           | 0      |        |
| 1      | József Faragó (HUN)           |           |        | Bye                           |        |        |
| 1      | Abdallah Al-Izani (YAR)       |           |        | DNA                           |        |        |
| Kolo 3 |                               |           |        |                               |        |        |
| 2      | József Faragó (HUN)           | 0-3 P1    | 5:49   | Andrzej Głąb (POL)            | 0      |        |
| 1      | Magiatdin Allakhverdiev (URS) | 3-1 PP    | 7-1    | Dov Grobermann (ISR)          | 2      |        |
| 1      | Chálid al-Faradž (SYR)        | 3-1 PP    | 8-5    | Kwon Duk-Yong (KOR)           | 1      |        |
| Kolo 4 |                               |           |        |                               |        |        |
| 0      | Andrzej Głąb (POL)            | 3-1 PP    | 10-5   | Chálid al-Faradž (SYR)        | 2      |        |
| 1      | Magiatdin Allakhverdiev (URS) | 3-1 PP    | 2-1    | Kwon Duk-Yong (KOR)           | 2      |        |

| Zápasník                      | L | ER | CP   |
| ----------------------------- | - | -- | ---- |
| Andrzej Głąb (POL)            | 0 | -  | 12   |
| Magiatdin Allakhverdiev (URS) | 1 | -  | 10.5 |
| Chálid al-Faradž (SYR)        | 2 | 4  | 8.5  |
| Kwon Duk-Yong (KOR)           | 2 | 4  | 8    |
| Dov Grobermann (ISR)          | 2 | 3  | 6    |
| József Faragó (HUN)           | 2 | 3  | 0    |
| Víctor Capacho (COL)          | 2 | 2  | 1    |
| Abdallah Al-Izani (YAR)       | 1 | 1  | 0    |

### Finále
|                       | CP               | TP               |                               |                  |
| Zápas o 7. místo      | Zápas o 7. místo | Zápas o 7. místo | Zápas o 7. místo              | Zápas o 7. místo |
| --------------------- | ---------------- | ---------------- | ----------------------------- | ---------------- |
| Yang Zhizong (CHN)    | 4-0 PA           |                  | Kwon Duk-Yong (KOR)           |                  |
| Zápas o 5. místo      |                  |                  |                               |                  |
| Markus Scherer (FRG)  | 1-3 PP           | 6-16             | Chálid al-Faradž (SYR)        |                  |
| Zápas o 3. místo      |                  |                  |                               |                  |
| Bratan Cenov (BUL)    | 3-0 P1           | 7:28             | Magiatdin Allakhverdiev (URS) |                  |
| Finálový zápas        |                  |                  |                               |                  |
| Vincenzo Maenza (ITA) | 3-0 PO           | 3-0              | Andrzej Głąb (POL)            |                  |

## Finálové pořadí
1. Vincenzo Maenza (ITA)
2. Andrzej Głąb (POL)
3. Bratan Cenov (BUL)
4. Magiatdin Allakhverdiev (URS)
5. Chálid al-Faradž (SYR)
6. Markus Scherer (FRG)
7. Yang Zhizong (CHN)
8. Kwon Duk-Yong (KOR)